# INFP
INFP (Introversion, Intuition, Feeling, Perceiving) je jeden z šestnácti osobnostních typů podle MBTI. Je označován jako Introvertní intuitivní typ vnímající s převahou cítění.

## Stručný popis
Lidé s osobnostním typem INFP v sobě mají vnitřní jádro hodnot, které řídí jejich rozhodnutí a vztahy, který prohlašuje podobně jako INFJ „Já mám svoje zásady “
Chtějí dělat práce, která budou vnitřně rozvíjet je samotné i okolí. Za vším hledají hlubší smysl a je pro ně prioritou si vyjasnit vlastní hodnoty a žít s nimi v souladu.
Jeho zastoupení v populaci se odhaduje cca na 4 %.

## Charakteristika
INFP využívají (podobně jako INFJ i ENFJ) svou preferenci funkce cítění primárně interně, proto dělají rozhodnutí na základě svých zvnitřnělých (interiorizovaných) lidských hodnot, individuality a růstu. Řídí se podle morálních a/nebo etických zásad a podle toho, co považují za opravdu důležité. INFP bývají:
- moudří a inteligentní,
- citliví a vnímaví plus starostliví a pečující
- i idealističtí (Občas až utopičtí ...) a oddaní svým myšlenkám i životním zkušenostem.

INFP rádi čtou, diskutují a uvažují o možnostech pozitivních změn do budoucna. Zajímají se o myšlenky a rychle nalézají souvislosti a celkový význam. 
INFP bývají:
- zvídaví  a tvůrčí (kreativní)
- plus obdaření dlouhodobou vizí.

INFP mohou na první pohled působit plaše a rezervovaně. Ve skutečnosti jde ale o nadšené snílky, jež jsou obvykle fascinováni průzkumem všech možných zákoutí lidské psychiky, a to nejen své, ale i druhých lidí. Mají sklon (tendenci) pracovat v náhlých záchvatech činnorodosti (občas až manické hyperaktivity) a jsou schopni dosáhnout obrovského soustředění (koncentrace), výkonu a výsledků, pokud si vezmou projekt za svůj.
INFP jsou obecně spíše spolehliví v plnění svých závazků vůči lidem, myšlenkám anebo povolání|zaměstnání (pracím), které přijali za své, ale mohou mít problémy u rutinních|streotypních činností, kde neshledávají v dané aktivitě anebo závazku žádný hlubší význam,
což je však řešitelné, a sice 
- jak jejich zautomatizováním,
- tak delegováním těchto činnosti na lidi, kteří se na ně jak více hodí, tak je často dokonce uspokojují|baví a navíc by nic s vyšší prioritou nezvládli tolik dobře (racionální dělba práce ve prospěch celku i jedinců tohoto celku ...)

za účelem (zvýšení) možnosti soustředit se na strategické priority včetně záslužné tvorby uskutečnitelných vizí a inovací ...
Povolání se pro ně tudíž hodí takové, kde přespříliš nevadí jejich časté výpadky v soustředění na vnější (externí) svět, přičemž to, co může vypadat na první pohled jako nesoustředěnost, jsou často úniky (občas bohužel až nebezpečné úlety ...) do složitého vnitřního  světa. Není proto překvapující, že největší spokojenosti dosáhnou jako víceméně osamocení umělci (básník, spisovatel, malíř, filmař,...).

## Kognitivní funkce
Tento citlivý a idealistický typ používá  následující (roz)poznávací funkce (podobně jako typ osobnosti INFJ) v následujícím pořadí
1. introvertní cítění (čili vnitřní hodnotové posuzování zjištěného|vnímaného oproti interiorizovanému|zvnitřněnému systému lidských hodnot ... IFJ),
2. extrovertní intuice (eN),
3. introvertní smyslové jednání sama se sebou, tj. (pře)posouzení zhlédnutého jednání vnitřními smysly (IStj) <=> Šestý smysl (film) ... :)
4. a (extraverní) promyšlení (eT) reakce

právě v tomto pořadí ...:
FI - Ne – SI – Te = promyšlená odezva ...